# 杨德森 (水声工程专家)
杨德森（1957年4月6日—），出生于黑龙江穆棱，籍贯山东费县，中国水声工程专家。1982年1月毕业于哈尔滨船舶工程学院水声工程系，获工学学士学位。1998年毕业于哈尔滨工程大学水声工程系，获工学博士学位。2015年当选为中国工程院院士。